# Kang Ki-young
Kang Ki-young (hangeul: 강기영; sinh ngày 14 tháng 10 năm 1983) là một nam diễn viên Hàn Quốc. Anh được biết đến nhiều với những vai phụ trong một số bộ phim truyền hình Hàn Quốc nổi tiếng.

## Sự nghiệp
Anh là thành viên của công ty "Yooborn Company". Vào tháng 6 năm 2014, anh tham gia diễn xuất định kỳ của loạt phim High School King of Savvy, nơi anh thủ vai Jo Duk-hwan.
Vào tháng 7 năm 2015, anh tham gia diễn xuất lặp lại của loạt phim Oh My Ghost, nơi anh vào vai Heo Min-soo, một trong những nhân viên của Nhà hàng Sol.
Trong tháng 2 năm 2016 ông tham gia vào dàn diễn viên của loạt phim Come Back Mister loạt nơi ông chơi Jegal Gil, một trong những nhân viên của Han Gi-tak (Kim Soo-ro) tại nhà hàng.
Cùng năm đó, anh đã thủ vai cầu thủ chơi cầu thủ khúc côn cầu trên băng giỏi nhất của Đại học Kwangwoon ở phần thứ hai của loạt phim Puck!.
Vào tháng 7 năm 2017, anh tham gia vào diễn xuất Let's Fight, Ghost, vào vai sinh viên Choi Cheon-sang, người bạn của Park Bong-pal (Ok Taecyeon) và câu lạc bộ chủ tịch ma đại học săn "Ghost Net ", cho đến cuối bộ phim vào ngày 30 tháng 8 cùng năm. Cùng tháng này, tham gia vào dàn diễn viên định kỳ của loạt W.

## Phim tham gia

### Điện ảnh
| Năm  | Tựa                    | Vai                            | Mạng lưới | Ghi chú |
| ---- | ---------------------- | ------------------------------ | --------- | ------- |
| 2017 | Daddy You, Daughter Me | Joo Jang-won                   | [ 4 ]     |         |
| 2017 | The Mayor              | Mobile phone repair technician |           |         |
| 2018 | The Puzzle             | Choi Yong-goo                  |           |         |
| 2018 | On Your Wedding Day    | Ok Geun-nam                    |           |         |
| 2019 | EXIT                   |                                |           |         |

### Phim truyền hình
| Năm  | Tựa                                                         | Vai                                      | Mạng lưới   | Ghi chú |
| ---- | ----------------------------------------------------------- | ---------------------------------------- | ----------- | ------- |
| 2014 | High School King of Savvy                                   | Jo Duk-hwan                              | tvN         |         |
| 2014 | The Three Musketeers                                        | Ba-rang                                  | tvN         |         |
| 2014 | Cuộc đối đầu ngoạn mục                                      | Section chief                            | OCN         |         |
| 2014 | Love Frequency 37.2                                         |                                          | MBC Every 1 |         |
| 2015 | Shine or Go Crazy                                           | Wang Poong                               | MBC         |         |
| 2015 | Oh My Ghost                                                 | Heo Min-soo                              | tvN         |         |
| 2015 | Six Flying Dragons                                          | Lee Bang-won's valet                     | SBS         |         |
| 2016 | Puck!                                                       | Ace player of university ice hockey team | SBS         |         |
| 2016 | Come Back Mister                                            | Jegal Gil                                | SBS         |         |
| 2016 | Let's Fight Ghost                                           | Choi Chun-sang                           | tvN         | [ 5 ]   |
| 2016 | W                                                           | Kang Suk-bum                             | MBC         | [ 6 ]   |
| 2016 | Weightlifting Fairy Kim Bok-joo                             | Kim Dae-ho                               | MBC         | [ 7 ]   |
| 2017 | Three Color Fantasy – Romance Full of Life                  | Jo Ji-sub                                | MBC         |         |
| 2017 | Three Color Fantasy – Queen of the Ring                     | Fashion show manager (ep.5)              | MBC         |         |
| 2017 | Tunnel                                                      | Song Min-ha                              | OCN         |         |
| 2017 | Queen for Seven Days                                        | Jo Kwang-oh                              | KBS2        |         |
| 2017 | While You Were Sleeping                                     | Kang Dae-hee (ep.9-13)                   | SBS         |         |
| 2017 | I'm Not a Robot                                             | Hwang Yoo-chul                           | MBC         | [ 8 ]   |
| 2018 | What's Wrong with Secretary Kim                             | Park Yoo-sik                             | tvN         | [ 9 ]   |
| 2018 | Familiar Wife                                               | Park Yoo-sik (ep 13)                     | tvN         | [ 10 ]  |
| 2018 | My Secret Terrius                                           | Kim Sang-ryeol                           | MBC         | [ 11 ]  |
| 2022 | Nữ luật sư kỳ lạ Woo Young Woo (Extraordinary Attorney Woo) | Jung Myung-seok                          | ENA         |         |